# Скотт, Кристен
Кристен Скотт (англ. Kristen Scott, род. 13 марта 1995 г., Сан-Диего, Калифорния, США) — американская порноактриса, эротическая модель и модель эротического видеочата. Лауреат премий AVN Awards, XBIZ Award и ряда других.

## Биография
Родилась в Сан-Диего, штат Калифорния. Несколько месяцев работала в качестве модели эротического видеочата для сайта MyFreeCams. Затем приняла решение переехать в Лос-Анджелес. Там Скотт начинает карьеру в порнографической индустрии, дебютировав в качестве актрисы в 2016 году, в возрасте 21 года.
Снималась для таких студий, как Jules Jordan Video, Mile High, Zero Tolerance, Digital Sin, Brazzers, Evil Angel, Girlfriends Films, New Sensations, Kick Ass Pictures, Tushy, Blacked, Adam & Eve, Wicked и других.
Снимается в своей первой сцене анального секса в фильме First Anal 3 в 2016 году. В 2018 году — в первой сцене с двойным проникновением в Nerd’s Revenge.
В мае 2017 года стала девушкой месяца порносайта Girlsway.
В 2018 году была номинирована на премии AVN и XBIZ в категориях «Лучшая новая актриса».
На настоящий момент снялась в качестве актрисы более чем в 250 фильмах.

## Награды и номинации
| Год  | Церемония                   | Результат | Номинация                                       | Работа                           |
| ---- | --------------------------- | --------- | ----------------------------------------------- | -------------------------------- |
| 2017 | AVN awards                  | Номинация | Лучшая лесбийская секс-сцена                    | First Lesbian Summer             |
| 2017 | AVN awards                  | Номинация | Приз фанатов: самый горячий дебютант            | -                                |
| 2017 | Spank Bank Awards           | Номинация | Fun Sized Fuck Toy                              | -                                |
| 2017 | Spank Bank Awards           | Номинация | Most Luscious Labia                             | -                                |
| 2018 | AVN awards                  | Номинация | Лучшая новая старлетка                          | -                                |
| 2018 | AVN awards                  | Победа    | Лучшая актриса второго плана                    | Half His Age: A Teenage Tragedy  |
| 2018 | AVN awards                  | Номинация | Лучшая сексуальна сцена мужчина/женщина         | Bound For Sex 2                  |
| 2018 | AVN awards                  | Номинация | Лучшая сцена лесбийского секса                  | Hollywood Hills Hijinx           |
| 2018 | AVN awards                  | Номинация | Лучшая тройная сексуальная сцена                | Half His Age: A Teenage Tragedy  |
| 2018 | AVN awards                  | Номинация | Лучшая сцена скандального секса                 | Indirect Relations               |
| 2018 | AVN awards                  | Номинация | Лучшая сексуальная сцена виртуальной реальности | Kristen’s Naughty Workout Treats |
| 2018 | Spank Bank Awards           | Номинация | Amazing Anal Artist of the Year                 | -                                |
| 2018 | Spank Bank Awards           | Номинация | Брюнетка года                                   | -                                |
| 2018 | Spank Bank Awards           | Победа    | Веселый размер (спиннер года)                   | -                                |
| 2018 | Spank Bank Awards           | Номинация | Natural Born Cock Killer                        | -                                |
| 2018 | Spank Bank Awards           | Номинация | Девушка по соседству … только лучше             | -                                |
| 2018 | Spank Bank Technical Awards | Номинация | Petite Powerhouse                               | -                                |
| 2018 | XBIZ Award                  | Номинация | Лучшая новая старлетка                          | -                                |
| 2018 | XBIZ Award                  | Победа    | Лучшая актриса второго плана                    | Half His Age: A Teenage Tragedy  |
| 2018 | XBIZ Award                  | Номинация | Лучшая сексуальная сцена главного героя         | Half His Age: A Teenage Tragedy  |
| 2018 | XBIZ Award                  | Номинация | Лучшая сексуальная сцена — видео                | Natural Beauties 2               |
| 2018 | XBIZ Award                  | Номинация | Лучшая сексуальная сцена во всем секс-фильме    | Hollywood Hills Hijinx           |

## Избранная фильмография
- Anal Cuties 7[8],
- Bound For Sex 2[9],
- Creamy Teens[10],
- Dirty Dolls[11],
- Family Friendly[12],
- Fidget Spinners[13],
- Hookup Hotshot Clickbait[14],
- Lesbian Group Fuck Fest[15],
- Mom Knows Best 5[16]
- аStuffing the Student[17].
- Teenage Lesbian